# Dwight Griswold
Pour les articles homonymes, voir Griswold.
Dwight Palmer Griswold, né le 27 novembre 1893 et mort le 12 avril 1954, est un homme politique républicain américain. Il est le 25e gouverneur du Nebraska entre 1941 et 1947.

## Sources
- (en) Cet article est partiellement ou en totalité issu de l’article de Wikipédia en anglais intitulé « Dwight Griswold » (voir la liste des auteurs).